# Lomprez
Lomprez (Waals: Lompré-el-Fåmene) is een plaats in Provincie Luxemburg en deelgemeente van de gemeente Wellin. Tot 1 januari 1977 was het een zelfstandige gemeente.

## Demografische ontwikkeling
- Bronnen:NIS, Opm:1831 tot en met 1970=volkstellingen, 1976= inwoneraantal op 31 december

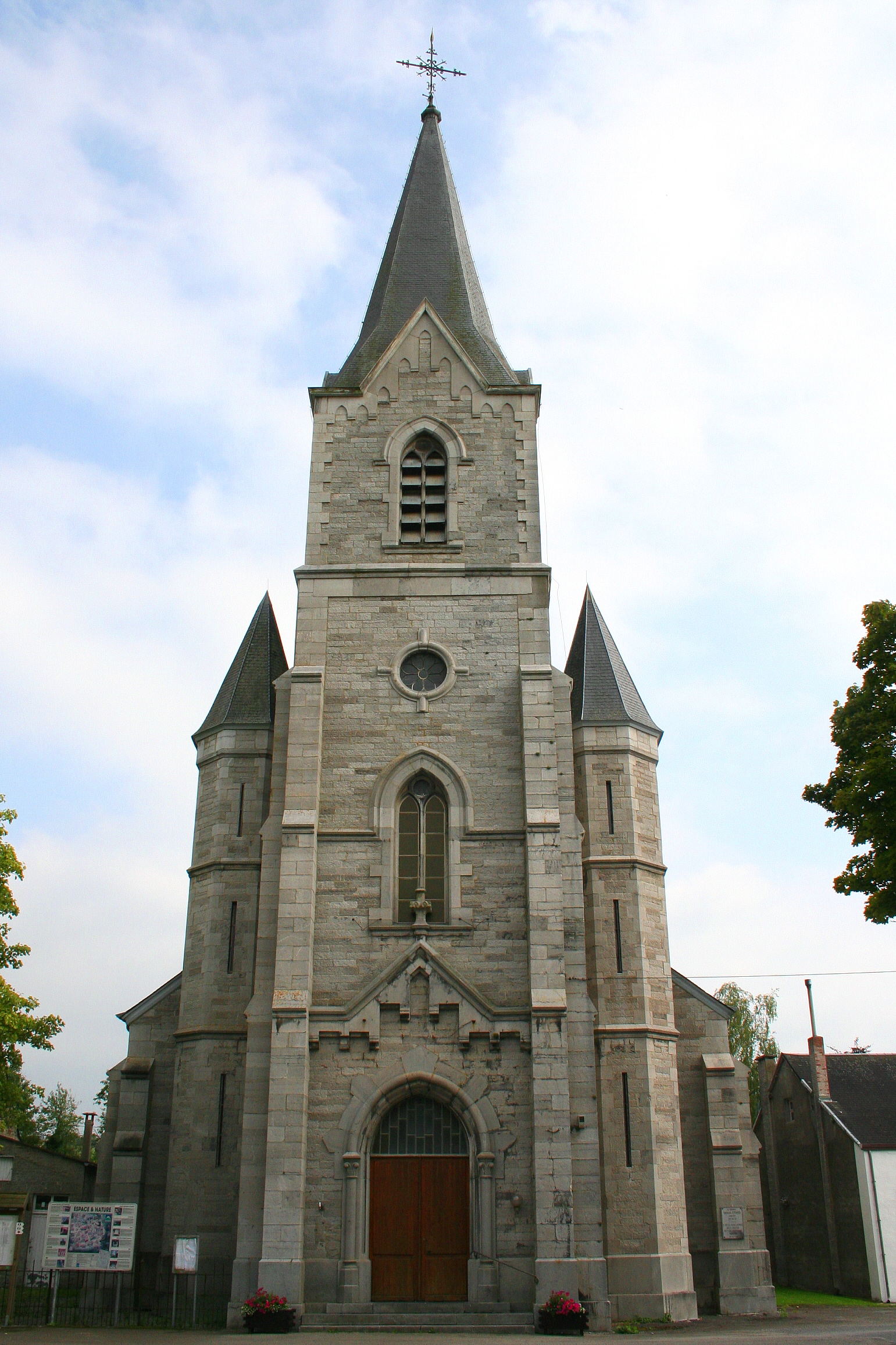
De Sint Denniskerk van Lomprez.

Deelgemeenten: Chanly · Halma · Lomprez · Sohier · Wellin

Overige dorpen en gehuchten: Barzin · Froidlieu · Fays-Famenne · Neupont

Belgische gemeenten · Arrondissement Neufchâteau · Luxemburg · Wallonië